# Księży Młyn Dom Wydawniczy
Księży Młyn Dom Wydawniczy – polskie wydawnictwo założone przez Michała Kolińskiego w 2007 w wyniku wydzielenia pozaedukacyjnej oferty wydawniczej z istniejącego od 1995 roku Wydawnictwa Piątek Trzynastego.

## Profil wydawnictwa
Wydawnictwo publikuje przede wszystkim książki z gatunku literatury faktu, w mniejszym stopniu również beletrystykę. Większość swoją tematyką obejmuje historię oraz kulturę różnych regionów Polski – m.in. serie wydawnicze „Sekrety”, „99 miejsc”, „między wojnami”, „przełomu wieków” czy „w PRL-u”. Wśród wydanych książek znajdują się książki historyczne, architektoniczne, dotyczące komunikacji, publikacje naukowe, powieści, poradniki, reprinty, przewodniki turystyczne (w tym wydany po raz pierwszy w Polsce przewodnik po Albanii oraz pierwszy w Polsce przewodnik po Elbrusie) oraz różnego rodzaju publikacje zlecone. Duża część publikacji dotyczy regionu łódzkiego oraz samej Łodzi.
Nazwa wydawnictwa pochodzi od XIX-wiecznego osiedla robotniczego Księży Młyn, gdzie znajduje się główna siedziba firmy.
20 sierpnia 2023 przewodnik po Elbrusie autorstwa Wojciecha Sceliny znalazł się na krótkiej liście książek nominowanych w Konkursie na Książkę Górską Roku 2023 na 28. Festiwalu Górskim im. Andrzeja Zawady w Lądku Zdroju.  

### Wybrani autorzy
Wybrani autorzy i autorki, których książki ukazały się nakładem wydawnictwa:

- Marek Adamczewski
- Jarosław Kita
- Artur Andrus
- Maria Nartonowicz-Kot
- Michał Pszczółkowski
- Stanisław Szelichowski
- Andrzej Janeczko
- Roman Czejarek
- Krzysztof Stefański
- Bartosz Ulka
- Janusz Kaliński
- Kazimierz Badziak
- Katarzyna Kluczwajd
- Andrzej Makowiecki
- Krzysztof Halicki
- Andrzej Kwietniewski
- Aldona Plucińska
- Magdalena Starzycka
- Zbigniew Nienacki
- Konrad Niklewicz
- Mieczysław Orłowicz
- Bronisław Gaweł
- Przemysław Dominas
- Miron Urbaniak
- Adam Dobroński
- Wojciech Scelina
- Józef Zawirowski
- Błażej Ciarkowski
- Michał Bulsa
- Wojciech Janota